# Office de la propriété intellectuelle du Canada

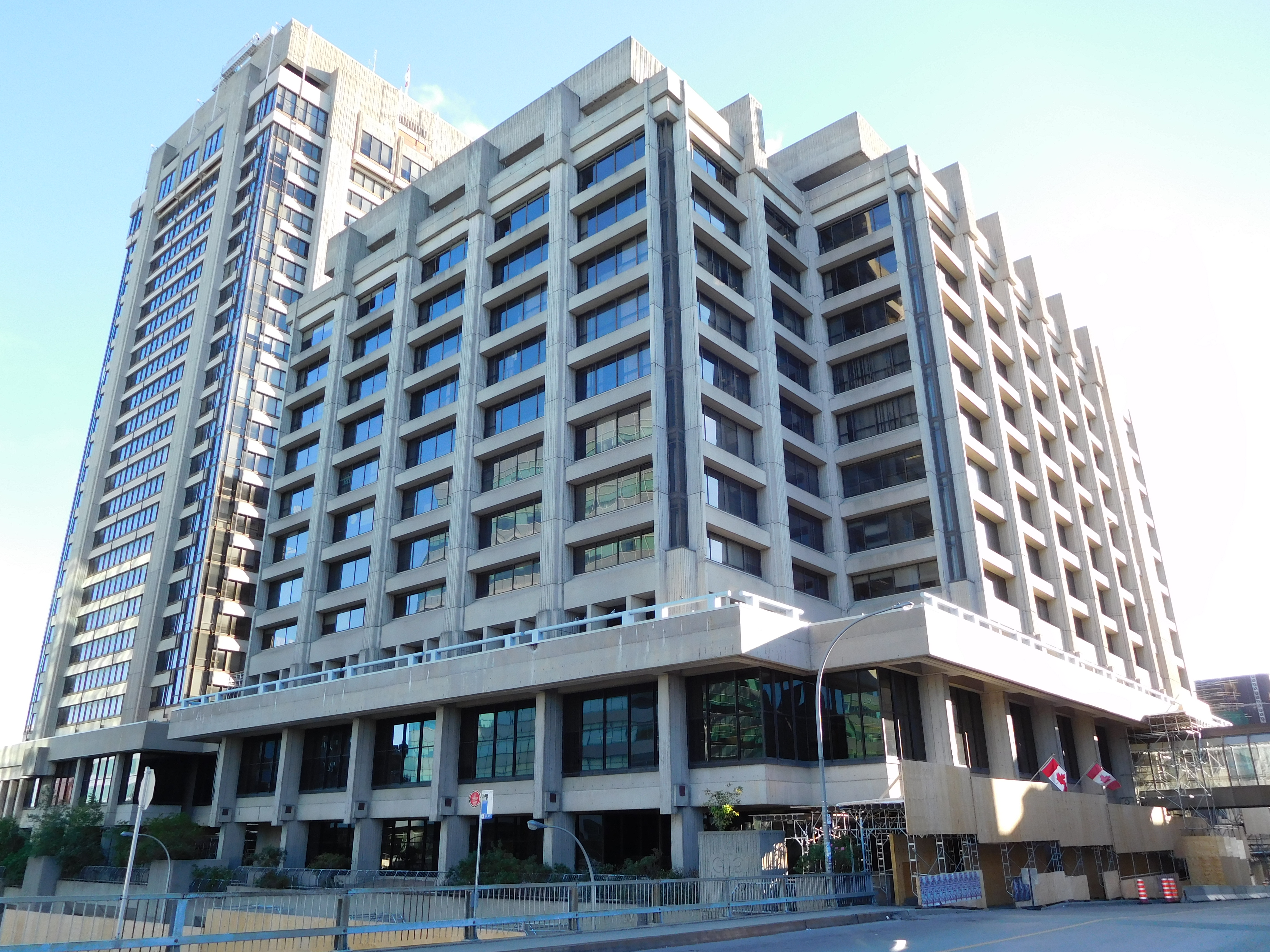
Siège de l'Office de la propriété intellectuelle du Canada situé Place du Portage I, 50, rue Victoria à Gatineau (Québec).

L’Office de la propriété intellectuelle du Canada (OPIC; English: Canadian Intellectual Property Office, CIPO) est responsable de l’administration et du traitement de la majeure partie de la propriété intellectuelle (PI) au Canada. Les domaines d’activité de l’OPIC sont les suivants : brevets, marques de commerce, droit d’auteur, dessins industriels et topographies de circuits intégrés. Structurellement, l’OPIC fonctionne comme un organisme de service spécial (OSS) d’Innovation, Sciences et Développement économique Canada. L’OPIC est basée à Gatineau (Québec) et fait partie de la région de la capitale nationale. Le président par intérim actuel de l’OPIC est Konstantinos Georgaras.
L’OPIC joue un rôle essentiel dans l’écosystème canadien de l’innovation et collabore avec ses homologues du monde entier dans le cadre de traités internationaux sur la PI. La collaboration continue avec des partenaires internationaux et des intervenants nationaux aide à renforcer le régime canadien de PI et à offrir aux clients de l’OPIC des occasions de tirer la pleine valeur de leurs créations et de leurs inventions.
En 2019, le Canada a ratifié et mis en œuvre l’Arrangement de La Haye pour les dessins industriels; le Protocole de Madrid, le Traité de Singapour et l’Arrangement de Nice pour les marques de commerce; et le Traité sur le droit des brevets pour les brevets. Avant 2019, le Canada avait déjà signé l’Accord sur les aspects des droits de propriété intellectuelle qui touchent au commerce (ADPIC) et la Convention de Paris pour la propriété intellectuelle; la Convention OMPI pour les marques de commerce et le droit d’auteur; la Convention de Berne, la Convention de Rome et le Traité de Marrakech pour le droit d’auteur; et le Traité de Budapest, le Traité de coopération en matière de brevets, l’Arrangement de Strasbourg et la Convention internationale pour la protection des obtentions végétales pour les brevets.
En 2020, en tant qu’office des brevets, l’OPIC a reçu environ 160 000 demandes d’enregistrement de plus de 37 000 brevets, 76 000 marques de commerce, 12 500 droits d’auteur et 8 000 dessins industriels.

## Mandat
L’OPIC est responsable du traitement des demandes d’enregistrement de brevets, de marques de commerce, de droits d’auteur et de dessins industriels. L’OPIC a pour mandat de fournir ce service et, de façon plus générale, de renseigner les Canadiens sur la propriété intellectuelle. En modernisant le système national de PI et en collaborant avec ses homologues internationaux, l’OPIC aide les innovateurs et les entrepreneurs à prendre de l’expansion sur les marchés mondiaux et à attirer des investissements étrangers au Canada.

## Marques de commerce
Une marque de commerce peut protéger une combinaison de mots, de sons ou de dessins utilisés pour distinguer vos produits ou services de ceux des autres sur le marché. L’OPIC applique la Loi sur les marques de commerce, le Règlement sur les marques de commerce, la Loi sur les marques olympiques et paralympiques et le Règlement sur les marques olympiques et paralympiques. La Direction générale des marques de commerce et des dessins industriels est notamment responsable du traitement des documents déposés, de la tenue des examens et de l’approbation ou du rejet des demandes,. Si une demande de marque de commerce est rejetée, un appel peut être fait devant la Cour fédérale du Canada,. Si une demande de marque de commerce est approuvée, la Direction générale des marques de commerce et des dessins industriels est également responsable de l’annoncer dans le Journal des marques de commerce et enfin, de traiter l’enregistrement et le renouvellement de la marque de commerce,. Toutefois, si une opposition est déposée à l’étape de l’annonce, la demande est renvoyée à la Commission des oppositions des marques de commerce (un autre organisme de l’OPIC) pour la décision,.

## Brevets
Un brevet est un droit exclusif accordé pour une invention, telle qu’un produit ou un procédé. L’OPIC applique la Loi sur les brevets et les Règles sur les brevets. Plus précisément, la Direction des brevets est responsable du traitement des documents déposés, de la tenue des examens et de l’approbation ou du rejet des demandes. Si une demande de brevet est rejetée, il y a un droit d’appel devant le commissaire aux brevets. Cette révision est menée par un organisme administratif au sein de l’OPIC, la Commission d’appel des brevets.

## Droit d’auteur
Le droit d’auteur protège les créations littéraires, artistiques, dramatiques et musicales. L’OPIC applique la Loi sur le droit d’auteur et le Règlement sur le droit d’auteur. L’OPIC est responsable du traitement des demandes de droit d’auteur, des cessions et des licences.

## Dessins industriels
L’enregistrement d’un dessin industriel permet de protéger les caractéristiques visuelles originales d’un produit. L’OPIC applique la Loi sur les dessins industriels et le Règlement sur les dessins industriels. L’OPIC est responsable du traitement des documents déposés, de la tenue des examens et de l’approbation ou du rejet des demandes. Si une demande de dessin industriel est examinée et rejetée, la décision peut être révisée par la Commission d’appel des brevets. Si la demande est finalement rejetée, la décision peut être portée en appel devant la Cour fédérale du Canada.

## Topographies de circuits intégrés
Les topographies de circuits intégrés désignent les configurations tridimensionnelles des circuits électroniques incorporés dans des produits de circuits intégrés ou des schémas de montage. L’OPIC applique la Loi sur les topographies de circuits intégrés et le Règlement sur les topographies de circuits intégrés. L’OPIC est responsable du traitement des demandes, des cessions et des licences de topographies de circuits intégrés,.

### Marques de commerce
- Loi sur les marques de commerce (Règlement sur les marques de commerce)
- Loi sur les marques olympiques et paralympiques  (Règlement sur les marques olympiques et paralympiques)
- Manuel d’examen des marques de commerce
- Journal des marques de commerce
- Base de données sur les marques de commerce canadiennes

### Brevets
- Loi sur les brevets  (Règles sur les brevets)
- Recueil des pratiques du Bureau des brevets
- Gazette du Bureau des brevets
- ·Base de données sur les brevets canadiens

### Droit d'auteur
- Loi sur le droit d’auteur  (Règlement sur le droit d’auteur)
- Bases de données sur les droits d’auteur canadiens

### Dessins industriels
- Loi sur les dessins industriels  (Règlement sur les dessins industriels)
- Manuel des pratiques administratives en dessins industriels
- Base de données sur les dessins industriels canadiens

### Topographies de circuits intégrés
- Loi sur les topographies de circuits intégrés   (Règlement sur les topographies de circuits intégrés)

- VIAF
- ISNI
- BnF (données)
- IdRef
- LCCN
- WorldCat